# Cyperus arenarius
Cyperus arenarius är en halvgräsart som beskrevs av Anders Jahan Retzius. Cyperus arenarius ingår i släktet papyrusar, och familjen halvgräs. IUCN kategoriserar arten globalt som livskraftig. Inga underarter finns listade i Catalogue of Life.